# Issus distinguendus
Issus distinguendus är en insektsart som beskrevs av Lindberg 1954. Issus distinguendus ingår i släktet Issus och familjen sköldstritar. Inga underarter finns listade i Catalogue of Life.